# پیشینه نام اراک
اراک یکی از شهرهای ایران است که در زمان قاجار ساخته شد. در کتب تاریخی ذکر شده‌است که قدیمی‌ترین نام شهر، سلطان‌آباد بوده و در کتیبه سردر بازار شهر و کتبه راهروی ارگ حکومتی نیز این نام دیده می‌شد.
امروزه این دو کتیبه از بین رفته‌اند، امّا با همت سازمان میراث فرهنگی استان مرکزی، کتیبه سردر بازار بازسازی شده‌است.

## تاریخچه نام گذاری شهر
یکی از اهداف بنای شهر، ایجاد مرکزی نظامی و قلعه‌ای جنگی در بین بخش‌های فراهان، دولاخور، کزاز، سربند، شراء و گاپله یا چاپلق بوده‌است؛ از این رو نخست نام شهر یا قلعه نوبنیاد را «قلعه سلطان آباد» گذاشتند. پس از چندی واژه «قلعه» حذف گردید و این شهر فقط سلطان‌آباد نامیده شد. «سلطان‌آباد عراق» نامی بود که در سال‌های بعد، این شهر را با آن می‌خواندند. به مرور زمان «سلطان آباد عراق» به شهر عراق تبدیل گردید که این تغییر نام، در خلال جلسهٔ هیئت وزیران مورخ شهریور ۱۳۱۴، مصوب رسمی کشور شد. در سال ۱۳۱۷، هنگامی که راه‌آهن جنوب از کنار شهر عبور کرد و بنابراین ایستگاه قطاری در مجاورت شهر ایجاد شد، نام ایستگاه را اراک گذاشتند. مدتی بعد بخش‌نامه‌ای ابلاغ شد که به موجب آن، نام مناطق مسکونی مجاور ایستاه‌ها، می‌بایست به نام همان ایستگاه خوانده شوند. از این رو، این منطقه را اراک نامگذاری کردند. گفته شده‌است نخستین کسی که عراق را اراک خواند، میرزا آقاخان کرمانی بوده که نام مزبور را در متن شعری معرفی کرده‌است. بود. در شعر گفته شده از نام شهر به صورت زیر سخن به میان آمده‌است:
| عروس جهان است ملک اراک |  | که سرتاسرش مشک بیزاست خاک |

در خصوص علت این تصمیم تغییر نام از عراق به اراک، چند استدلال مطرح شده‌است:
- اَراک از نام‌های قدیمی ایرانی بوده که بعد از حمله اعراب به ایران، به صورت معرب «عراق» درآمده است. با این نامگذاری قصد داشتند نام قدیم این شهر را زنده کنند.[یادداشت ۲][۷]
- واژه «ارائک» جمع مکسر «اریکه» می‌باشد که معرب کلمه «اراکَه» است. اراکَه در زبان فارسی به معنی تخت پادشاهی، پایتخت و استانی که پایتخت پادشاهان در او است، می‌باشد. ارائک به مرور زمان به اراک تبدیل شده‌است.
- «اِراک» صفتی است از ریشه «اِر» (کلمه آران یا ایران جمع آن می‌باشد) که به معنی آریا یا زمین پست می‌باشد؛ بنابراین اِراک صفتی به معنی سرزمین پست می‌باشد.

## دگرگونی نام‌های پارسی در زبان عربی
برای واژه «اراک» معانی گوناگونی ذکر گردیده‌است که تعدادی از آن‌ها عبارت‌اند از: پایتخت، باغستان، نخلستان و شهرستان. بعضی افراد کلمه «اراک» را برگرفته از ایراک که معرب آن کلمه عراق است، دانسته‌اند، زیرا در دوره‌های باستان به مرکز فلات ایران، ایرانستان و ایرانک گفته می‌شد و در دوره اسلامی و به ویژه از قرن یازدهم میلادی جغرافی نویسان مسلمان، منطقه یا سرزمین اراک را به صورت عربی شده آن، یعنی عراق تبدیل کردند. ولایت اراک منطقه وسیعی را شامل می‌شد. در دوره رضا شاه نام قدیمی را برگرداندند، امّا این نام صرفاً به بخش سلطان آباد اطلاق شد. حدود ۷۰۰ سال ادبیات فارسی تحت تأثیر تلفظ عربی بود که در آن حروف پ، ژ، گ، ک، چ و… حذف و دگرگون می‌شد.

## نام‌های شهر
- سلطان آباد به معنای مکانی که پادشاه آن را آباد کرده‌است، زیرا شهر به فرمان فتحعلی شاه قاجار ساخته شد.
- شهر نو[۹] به این معنا که شهر یکباره به وجود آمده و از گسترش هیچ روستایی آغاز نگردیده‌است.
- عراق در لغتنامه معین به معنای ساحل و کناره آب و در لغتنامه دهخدا به معنای زمینی در پس کرانه دریا واطراف نهر از نزدیک آن تا منتهای آن آمده‌است
- اراک در لغتنامه دهخدا به معنای درخت مسواک و در بعضی از کتب پایتخت، باغستان، نخلستان و شهرستان آمده‌است.